# Reprograf
Der Reprograf wurde ursprünglich als „Reproduktionsfotograf“ oder „Reprofotograf“ bezeichnet. Aufgrund der Verlagerung der Tätigkeiten von der Hauptsache des Fotografierens von Objekten hin zur Modifikation und Weiterverarbeitung des eigentlichen Bildes (Datenbestandes) wurde das Berufsbild des Reprografen eingeführt. Mittlerweile löste  der Mediengestalter Digital und Print den Beruf ab. In der Schweiz heißt der Beruf mittlerweile Drucktechnologe EFZ Fachrichtung Reprografie.